# Кучинский сельсовет (Московская область)
Кучинский сельсовет — упразднённая административно-территориальная единица, существовавшая на территории Московской губернии и Московской области до 1935 года.
Кучинский сельсовет был образован в первые годы советской власти. По данным 1924 года он входил в состав Разинской волости Московского уезда Московской губернии.
По данным 1926 года в состав сельсовета входили деревня Кучино, железнодорожная будка, платформа Кучино, Кучинская больница, Кучинская обсерватория и колония МОНО.
12 июля 1929 года Кучинский с/с был отнесён к Реутовскому району Московского округа Московской области.
23 июля 1930 года Московский округ был упразднён и Реутовский район перешёл в прямое подчинение Московской области.
10 мая 1935 года на территории Кучинского с/с был образован рабочий посёлок Кучино, а Кучинский с/с при этом упразднён.